# Центр інфекційних захворювань Гани
Центр інфекційних захворювань Гани (англ. Ghana Infectious Disease Centre) — це заклад, створений для покращення медичної діагностики та наукових досліджень інфекційних захворювань у Гані. Заклад був побудований у зв'язку з появою COVID-19 в Гані. Будівництво центру проводилось на базі муніципальної лікарні «Ga East» в Аккрі за сприяня Фонду приватного сектору Гани для боротьби з COVID-19 у співпраці зі Збройними силами Гани. Стара окружна лікарня в районі Шай Осудоку також була реконструйована в один із центрів інфекційних захворювань. Вона підпорядковувалась спільно управлінням охорони здоров'я району Шай Осудоку і центром інфекційних захворювань. 30 жовтня 2020 року президент Нана Аддо Данква Акуфо-Аддо проінспектував центр інфекційних захворювань.

## Історія
Центр інфекційних захворювань у Гані був відкритий віце-президентом Махамуду Бавумією 24 липня 2020 року. Віце-президент заявив, що для запуску центру було використано 7,5 мільйона доларів США. Він був створений як провідний національний інститут охорони здоров'я Гани.

## Організація закладу
За словами віце-президента Махамуду Бавумії, «заклад світового класу на 100 ліжок був побудований командою з 536 чоловіків і жінок, які працювали 24 години на добу. Це люди, які невтомно працювали над будівництвом центру, намагаючись підтримати боротьбу уряду з COVID-19 у Гані».